# 南宋御街

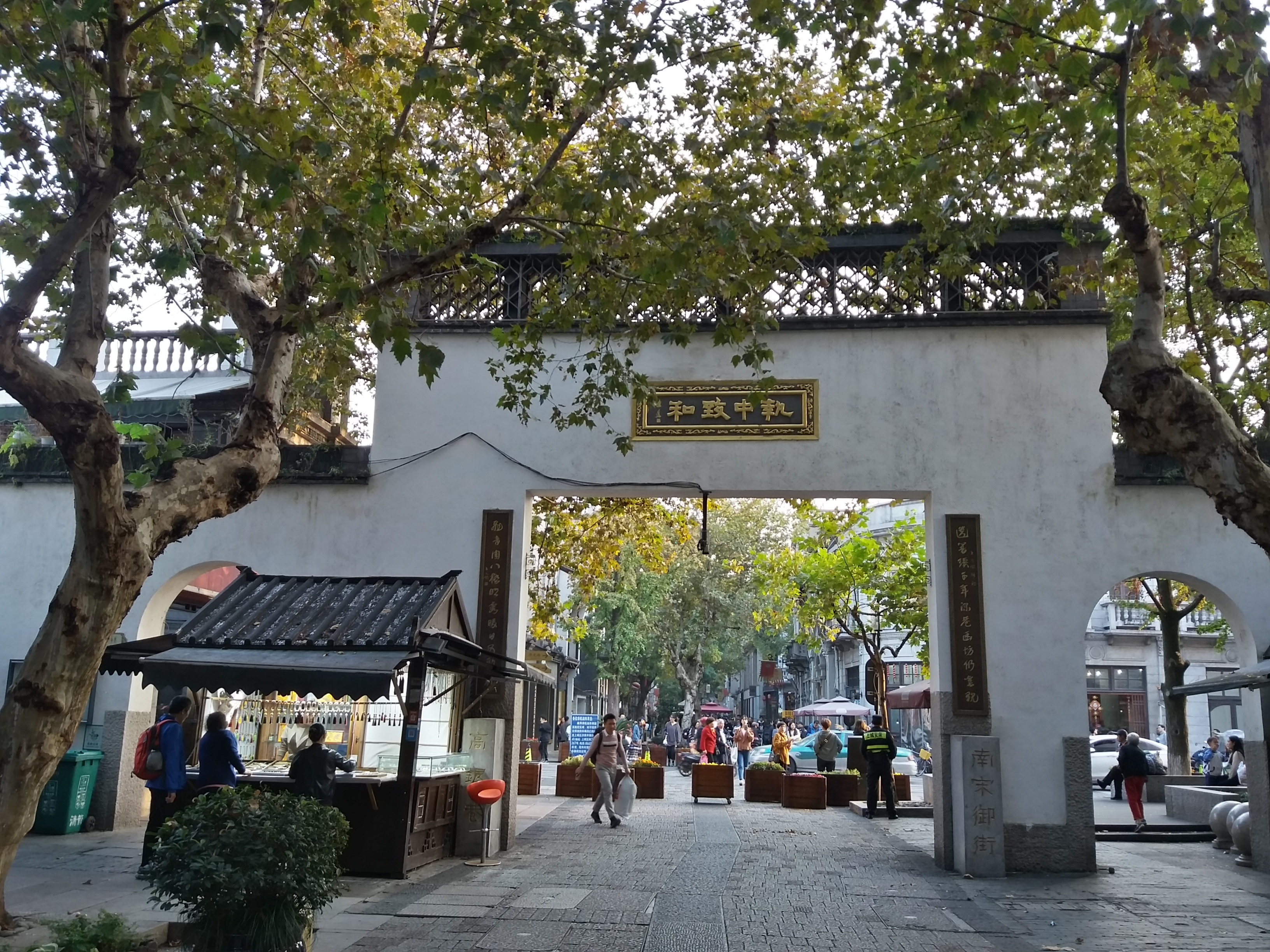
南宋御街

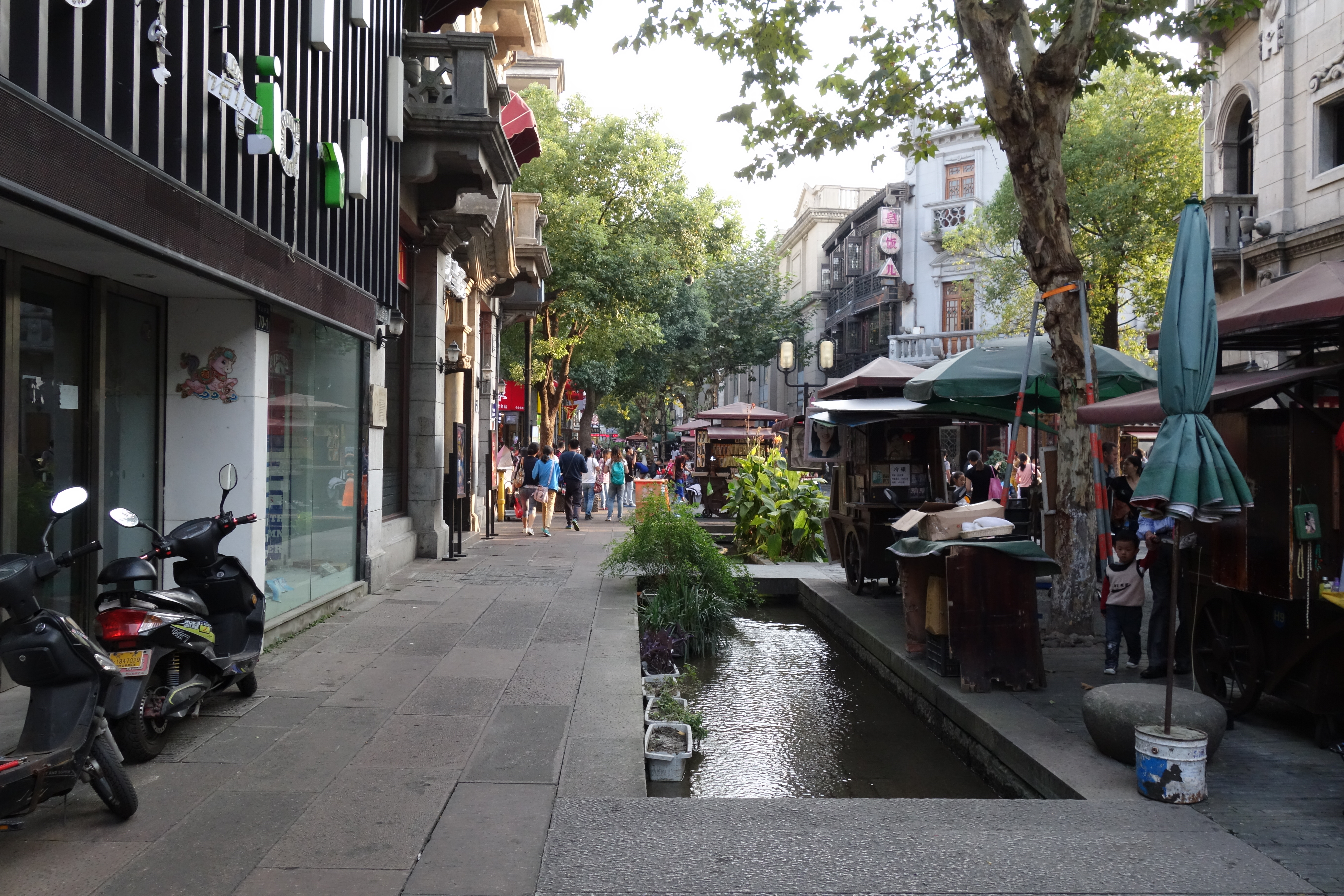
南宋御街

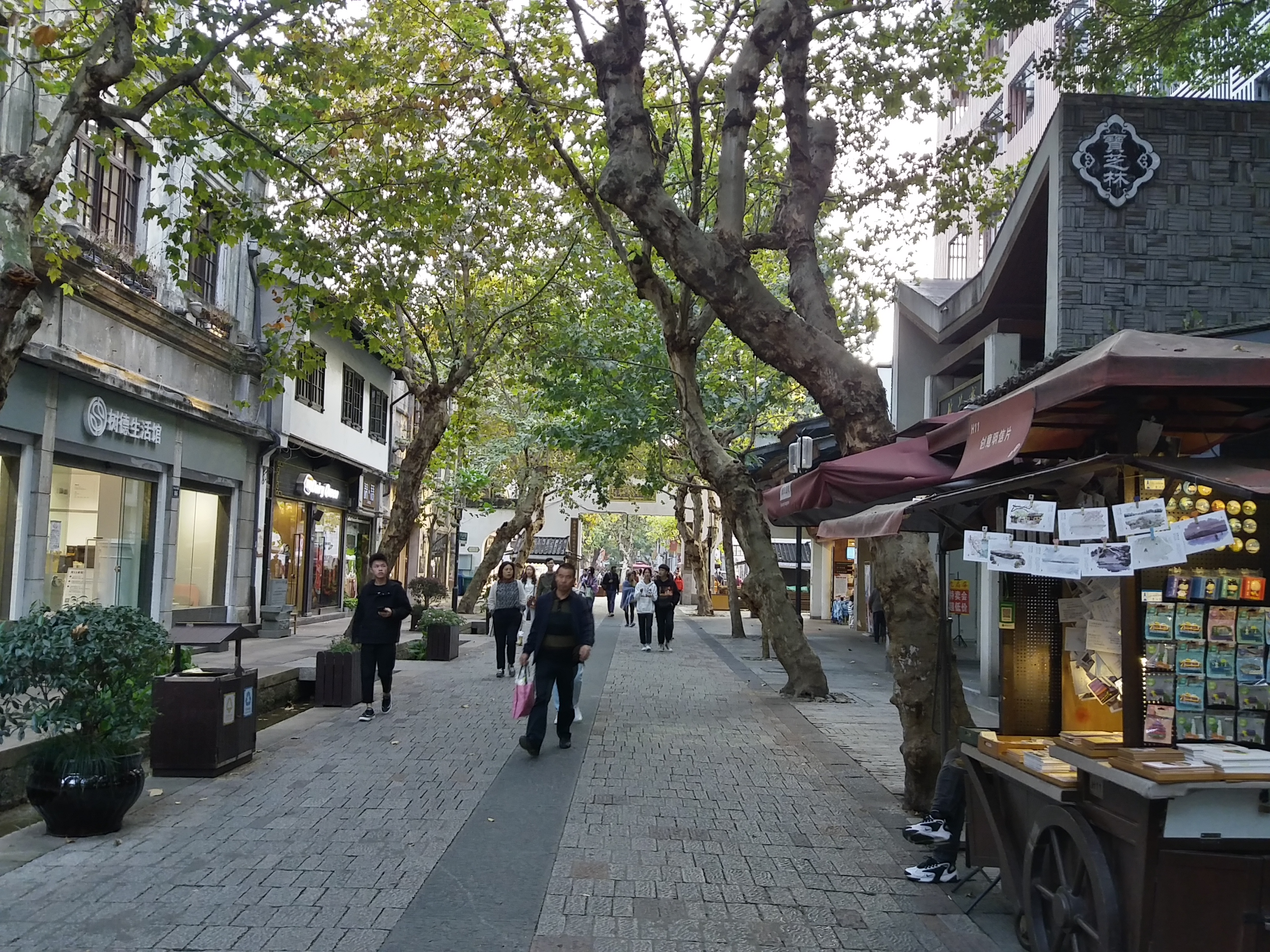
南宋御街

南宋御街是杭州市的一条特色商业步行街，南北走向，属于上城区中山中路。它北至西湖大道（东西走向），南接河坊街（东西走向）。

## 历史
因这条街是专供皇帝通行的道路，禁止百姓、官员行走，所以又名禁街。
早在五代吴越国时期就存在这条杭州官道，南宋时又延长拓展整治而成。民国时期把几段路名重新联接起来，取名中山路，以纪念孙中山先生。
南宋御街与皇宫、太庙是南宋赵氏政权的三大建筑标志，是政权的象征。
它承继了北宋京城东京御街的特色，允许两旁开设各种店铺，商业气氛相当繁盛，是京城中最繁华的商业街。据史料记载，能查到的御街两旁的著名铺席店名及地址，约有150多家，大致分为日用品铺、酒楼饭馆、布帛服饰、文具书籍、医药配方、金银交引、娱乐休闲场所这七大类。
2008年1月起，市政府对中山路街区进行全面历史保护与有机更新的整治，御街在2009年9月30日重新开街。御街与杭州另一著名老街“河坊街”十字相交，共同组成了杭州历史文化旅游景区。